# Onthophagus posticus
Onthophagus posticus es una especie de insecto del género Onthophagus, familia Scarabaeidae, orden Coleoptera.

Fue descrita científicamente por Erichson en 1842.